# Ellen Thorbecke
Ellen Thorbecke, geborene Ellen Kolban, zeitweise Ellen Catleen (* 26. Mai 1902 in Deutsch Wilmersdorf, Deutsches Reich; † 11. September 1973 in Den Haag, Niederlande) war eine niederländische Zeitungsreporterin, Schriftstellerin und Fotografin. Während ihres Aufenthalts in der Republik China fertigte sie zur Illustration ihrer Zeitungsartikel eine einzigartige Fotoserie von Porträts und Straßenszenen in der chinesischen Landschaft und den Städten Peking, Shanghai und Hongkong an. Die Fotos wurden in Büchern veröffentlicht, für die sie auch die Texte schrieb. Mit ihren modern konzipierten Berichten über China nimmt Ellen Thorbecke einen einzigartigen Platz im Genre der ethnographischen Fotografie ein.

## Werdegang
Ellen Kolban kam am 26. Mai 1902 als älteste von zwei Töchtern des Unternehmers und Gutsbesitzers Rudolf Kolban und der österreichischen Opernsängerin Hermine Grundmann in der damals noch eigenständigen Gemeinde Deutsch Wilmersdorf zur Welt. Heute ist Deutsch Wilmersdorf ein Stadtteil von Berlin. Bis 1918 verbrachte Ellen Kolban ihre Jugendjahre abwechselnd in Berlin und auf dem Anwesen ihres Vaters in Nieder-Domaslowitz im Österreichisch-Schlesien. Die letzten Jahre waren vom Ersten Weltkrieg überschattet. Nach der Scheidung ihrer Eltern im Jahr 1918 lebte sie bei ihrem Vater in Berlin. Von 1918 bis 1922 belegte sie einen Grammatikkurs und studierte Klavier am Stern’schen Konservatorium, einem privaten Konservatorium in Berlin.
In der Folgezeit heiratete sie den deutschen Rechtsanwalt E. Catleen. Beide studierten Klassische Nationalökonomie an einer Universität in Berlin. 1924 wurde ihre Tochter Anita geboren. Von 1928 bis 1930 war sie als freie Journalistin tätig und schrieb zu Theater und Musik für das Berliner Tageblatt und die Neue Freie Presse.
Bei einem Empfang in der niederländischen Botschaft in Berlin lernte Ellen Catleen 1930 den ersten Sekretär Willem J. R. Thorbecke kennen, einen Enkel des niederländischen Politikers Johan Rudolph Thorbecke. Die beiden verliebten sich ineinander, und in der Folge kam es zu zwei langwierigen Scheidungsverfahren. 1931 wurde ihre Tochter Evelyn geboren, die bereits aus der Beziehung mit Thorbecke stammte. Als Mitglied der Gesellschaft für Organisation (gfo) half sie im Zeitraum vom 1. Juni bis zum 15. Oktober 1931 bei der Reorganisation des Unternehmens Yva Photographie mit. Während dieser Zeit erwarb sie eine Rolleiflex-Kamera und machte ihre ersten Fotos.
Willem Thorbecke wurde 1931 zum niederländischen Gesandten in der Republik China ernannt und trat dann seinen Posten in Peking an. Ende Oktober 1931 reiste ihm Ellen nach. Zu diesem Zeitpunkt arbeitete sie für den Verlag Rudolf Mosse und sollte die Berliner Zeitungen mit Texten und Fotos aus Fernost beliefern. Sie hielt sich abwechselnd in Shanghai und bei Thorbecke in Peking auf. Ihre Beiträge aus Fernost wurden ein Erfolg. Als Folge davon beauftragte sie das Berliner Tageblatt 1932, als Sonderkorrespondentin Artikel über die ökonomischen und finanziellen Bedingungen in der Republik China und dem Kaiserreich Japan zu schreiben. Bis 1933 veröffentlichte sie auch eine Reihe von Artikeln unter dem Titel Chinareise ganz allein in der Zeitung Deutsch-Chinesische Nachrichten.
Im Februar 1934 erhielt Ellen Thorbecke von dem englischen Verlag Kelly & Walsh den Auftrag, ein Fotobuch mit dem Titel Peking Studies zu erstellen. Ihre Texte und Fotos wurden durch Illustrationen des österreichischen Künstlers Friedrich Schiff ergänzt – einen Freund, den sie während ihres Aufenthalts in der Republik China kennengelernt hatte. Im Sommer 1934 veröffentlichte sie ihr erstes Kinderbuch Three in one bei der Peiyang Press in Tianjin. Die Illustrationen stammten wieder von Friedrich Schiff. In den Folgejahren gaben die beiden zusammen vier Kinderbücher heraus.
Ihr zweites Buch People in China erschien 1935 bei dem englischen Verlag Harper & Brothers. Die beiden Scheidungsverfahren von Ellen und Willem und ihre beabsichtigte Eheschließung verursachten diplomatische Probleme. Als Folge davon trat Willem von seinem Posten als Gesandter zurück, und die beiden reisten zusammen nach Den Haag. Während der Schifffahrt machte Ellen Fotos, die zusammen mit Illustrationen von Friedrich Schiff 1937 in dem Buch Het geheimzinnige China: Mysterious China veröffentlicht wurden. Es behandelte den Liniendienst Java-China-Japan-Lijn (JCJL). 
Ellen und Willem J. R. Thorbecke heirateten in Prag (Tschechoslowakei). Willem Thorbecke erhielt danach eine Anstellung als Unternehmensberater bei Philips und reiste 1936 mit seiner Familie zurück nach China. Die beiden Töchter Anita und Evelyn kamen mit. Ellen schrieb Kinderbücher und 1941 informative Publikationen über Hongkong und Shanghai, illustriert mit eigenen Fotos und ergänzenden Illustrationen von Friedrich Schiff. Der Zweite Japanisch-Chinesische Krieg überschattete ihren Aufenthalt dort.
1941 verließ die Familie Thorbecke die Republik China und ließ sich in Südafrika nieder. Willem trat dort eine Anstellung als politischer Berater der südafrikanischen Armee an, und Ellen war bis 1944 bei der China Relief Organisation tätig. Die Familie Thorbecke zog 1944 nach Jerusalem (Palästina). Ellen trat dort eine Anstellung bei dem Verlag Harper & Brothers an und veröffentlichte 1947 das Buch Promised Land mit eigenen Texten und Fotos von jüdischen Einwanderern. 1945 lebte die Familie Thorbecke im Libanon, wo Ellen an einem Buch über Beirut arbeitete, das jedoch nie veröffentlicht wurde.
Die Familie Thorbecke wanderte 1946 über Paris (Frankreich) in die Vereinigten Staaten aus. Willem trat dort eine Anstellung als politischer Berater für Radio Free Europe an und war bis 1960 als Professor für Politikwissenschaft an der Emory University in Atlanta (Georgia) tätig. Die fotografischen Aktivitäten von Ellen Thorbecke gingen während dieser Zeit zu Ende. Allerdings schrieb sie weiterhin Artikel und hielt Vorträge über Fernost in Bildungseinrichtungen und Rotary Clubs.
1960 kehrten Ellen und Willem Thorbecke zurück in die Niederlande. Die eine Hälfte des Jahres verbrachten sie in Den Haag und die andere Hälfte des Jahres in Florida.
Ellen Thorbecke starb im September 1973 im Alter von 71 Jahren in Den Haag.

## Werke (Auswahl)
- 1934: Peking Studies[2]
- 1934: Three in one[3]
- 1935: People in China[4]
- 1937: Het geheimzinnige China: Mysterious China[5]
- 1939: Hong Kong[6][7]
- 1941: Shanghai[8]
- 1947: Promised Land[9]
- In Beetleland[10]
- Raggie's Adventures in China
- King Henry
- Williams trip to Asia

## Vermächtnis
Das Urheberrecht an den fotografischen Arbeiten von Ellen Thorbecke liegt beim Nederlands Fotomuseum in Rotterdam.